# Syd Luyt
Syd Luyt (eigentlich Thomas Sydney Andrew Luyt; * 11. Dezember 1925 in Germiston; † 4. Juni 2010) war ein südafrikanischer Marathonläufer.
1947 gewann er den Marathon des Durban Athletic Club in 2:39:27 h. Im Jahr darauf qualifizierte er sich als Zweiter der Südafrikanischen Meisterschaft in 2:38:44 h für die Olympischen Spiele 1948 in London, bei denen er in 2:38:11 h Sechster wurde.
1949 siegte er bei einem Marathon in Queenstown in 2:34:17 h. Bei den British Empire Games 1950 in Auckland gewann er Silber in 2:37:03 h.
Dem nationalen Meistertitel 1951 folgte ein elfter Platz bei den Olympischen Spielen 1952 in Helsinki mit seiner persönlichen Bestzeit von 2:32:41 h. 1953 wurde er Zweiter beim Comrades Marathon über 87 km und triumphierte beim Jackie Gibson Marathon.